# Segelfluggelände Bohlenbergerfeld

i7
i11
i13
Das Segelfluggelände Bohlenbergerfeld liegt in der Gemeinde Zetel im Landkreis Friesland in Niedersachsen, etwa 5 Kilometer westlich des Zentrums von Zetel.

## Flugbetrieb
Das Segelfluggelände ist mit einer 1000 m langen und 40 m breiten Start- und Landebahn aus Gras (Richtung 05/23) ausgestattet. Es besitzt eine Betriebszulassung für Segelflugzeuge, Motorsegler und Ultraleichtflugzeuge. Der Start von Segelflugzeugen erfolgt per Windenstart oder Flugzeugschlepp. Der Halter und Betreiber des Segelfluggeländes ist die Luftsportgemeinschaft Waterkant-Zetel e. V.